# Yoshimatsu Oyama
Yoshimatsu Oyama (大山 義松 Oyama Yoshimatsu?) fue un futbolista japonés que se desempeñaba como defensa.
Oyama fue elegido para integrar la selección nacional de Japón para los Juegos del Lejano Oriente de 1925. En 1925, Oyama jugó 2 veces para la selección de fútbol de Japón.

## Trayectoria

### Clubes
| Club     | País  | Año  |
| -------- | ----- | ---- |
| Osaka SC | Japón | ???? |

### Selección nacional
| Selección | País  | Año  |
| --------- | ----- | ---- |
| Absoluta  | Japón | 1925 |

## Estadística de equipo nacional
| Selección de Japón | Selección de Japón | Selección de Japón |
| Año                | Part.              | Goles              |
| ------------------ | ------------------ | ------------------ |
| 1925               | 2                  | 0                  |
| Total              | 2                  | 0                  |